# Jacques Momha
Jacques Momha (Edéa, 7 de Agosto de 1982) é um futebolista camaronês, que joga habitualmente a defesa.
Jogou no Vitória de Guimarães de 2006 a 2008. No início de 2009 assinou pelo Gençlerbirliği.